# 유종 (패효왕)
패효왕 유종(沛孝王 劉琮, ? ~ ?)은 후한 말기의 황족이다.

## 생애
연희 7년(164년), 아버지 패유왕의 뒤를 이어 패왕에 봉해졌다. 시호를 효라 하였고, 아들 유요가 작위를 이었다.
유종이 언제 죽었는지는 알 수 없는데, 초평 연간에 패나라 재상이 된 원충은 유종을 섬긴 것이었다.

## 출전
- 범엽, 《후한서》 권42 광무십왕열전